# Belágua
Belágua é um município brasileiro do estado do Maranhão. Sua população, de acordo com estimativas do Instituto Brasileiro de Geografia e Estatística (IBGE), era de 7 191 habitantes em 2014. Ainda segundo o IBGE, em 2013 era considerado o terceiro município mais pobre do Brasil.

## Histórico
Belágua era um lugarejo onde os viajantes faziam uma parada para descansar, comer alguma coisa, beber água do rio e depois seguir viagem. Um desses viajantes de nome José de Souza Leotério, um cearense, gostou do lugar e foi buscar sua mulher que estava grávida e fixaram residência. O casal teve cinco filhos: João, Isídio, Manoel, Raimundo e uma filha. As outras famílias que vieram depois para morar foram: Souza, Gomes da Silva, Saminiez, Ferreira, Nunes, Abtibol, Pestana e Maciel.[carece de fontes?]
O povo dessa época utilizava o algodão para tecer roupa, rede de dormir e pescar. O cafezal era comunitário e, no tempo da colheita, as famílias colhiam o suficiente para o seu consumo. Havia, também, os engenhos cuja finalidade era produzir açúcar mascavo e rapadura para o consumo da comunidade.[carece de fontes?]
Foi elevado à categoria de município com a denominação de Belágua, pela lei estadual nº 6130, de 10 de novembro de 1994, desmembrado de Urbano Santos, sendo instalado em 1 de janeiro de 1997.
Ficou conhecido nacionalmente após as eleições de 2010 e 2014, por ter sido uma das cidades com maior percentual de votos para a candidata Dilma Rousseff.
O Índice de Desenvolvimento Humano (IDH) municipal passou de muito baixo (0,320) em 2000 a baixo (0,512) em 2010. O IDH de Educação sofreu particular aumento nos anos 2000, passando de 0,141 em 2000 a 0,455 em 2010. É o décimo terceiro município com mais percentual de famílias que recebem auxílio dos programas de ajuda governamentais Bolsa Família.. No dia 3 de Janeiro de 2017, um terremoto de 4.7 graus atingiu a cidade.[carece de fontes?]

## Nome
O nome Belágua originou-se de uma conversa entre dois viajantes que iam passando, um disse ao outro - Que bela água ! Um neto de José Leotério ouviu aquela conversa e contou ao avô. Este gostou e disse: "Vamos chamar este lugar de Belágua".[carece de fontes?]

## Geografia
Possui uma superfície de 499,427 km². Sua população estimada em 2014 era de 7 191 habitantes.
Em divisão territorial datada de 15 de julho de 1997, o município é constituído apenas do distrito sede.
O município de Belágua pertence às pequenas bacias do norte, que reúnem rios de pequeno trajeto, a maior parte deles perenes, entre os quais destacam-se o Preguiças, o Barro Duro, o Piriá, o Mapari, o Grande, o Negro, o Formiga, o Carrapato, o Axuí, o da Ribeira e o Coqueiro. Drenam a área do município os rios Bandeira, Mocambo, do Cocal, Pequi e os riachos Água Fria, do Centro, Dois Paus, da Estiva, do Canto Grande, do Deserto, do Garampo, Araras, Jacu, da Prata, Santana, do Mosquito, dentre outros
O relevo na região de Belágua é formado por regiões de superfície marcada pelos morros testemunhos e de planície compostas por formação sedimentar recente. A região sofre influência indireta dos agentes oceanográficos. Os cursos d’água do município fazem parte da bacia hidrográfica do rio Munim e a vegetação é formada pela floresta estacional, com formações com influência marinha e flúvio-marinha. Já o bioma predominante no município de Belágua é o cerrado.
Demografia
De acordo com Censo Demográfico de 2022, a população do município de Belágua era de 8.460 habitantes e a densidade demográfica era de 14,85 habitantes por quilômetro quadrado. Comparando-se com outros municípios do Estado, ficava nas posições 186 e 140 de 217. Já a estimativa populacional para o ano de 2024 era de 8.716 pessoas.
Educação
Em 2010, a taxa de escolarização de 6 a 14 anos de idade no município de Belágua era de 95,9%. Comparando-se com outros municípios do estado do Maranhão, ficava na posição 148 de 217. Já o Índice de Desenvolvimento da Educação Básica (IDEB), no ano de 2023, para os anos inicias do ensino fundamental na rede pública era 4,6 e para os anos finais, 3,8.
| Taxa de escolarização de 6 a 14 anos de idade [2010]             | 95,9 %           |
| IDEB – Anos iniciais do ensino fundamental (Rede pública) [2023] | 4,6              |
| IDEB – Anos finais do ensino fundamental (Rede pública) [2023]   | 3,8              |
| Matrículas no ensino fundamental [2023]                          | 2.254 matrículas |
| Matrículas no ensino médio [2023]                                | 450 matrículas   |
| Docentes no ensino fundamental [2023]                            | 138 docentes     |
| Docentes no ensino médio [2023]                                  | 26 docentes      |
| Número de estabelecimentos de ensino fundamental [2023]          | 38 escolas       |
| Número de estabelecimentos de ensino médio [2023]                | 3 escolas        |

Fonte: IBGE
Economia
Em 2021, o PIB per capita da cidade de Belágua era de R$ 8.006,04. Comparando-se com outros municípios do estado do Maranhão, ficava nas posições 152 de 217. Já o percentual de receitas externas em 2023 era de 97,67%, o que o colocava na posição 4 de 217.
| Salário médio mensal dos trabalhadores formais [2022]                                             | 1,8 salários mínimos |
| Pessoal ocupado [2022]                                                                            | 988 pessoas          |
| População ocupada [2022]                                                                          | 11,68 %              |
| Percentual da população com rendimento nominal mensal per capita de até 1/2 salário mínimo [2010] | 58,8 %               |

Fonte: IBGE
Saúde

 
Em 2022, a taxa de mortalidade infantil média na cidade de Belágua era de 25,16 para 1.000 nascidos vivos. Comparando-se com todos os municípios do estado do Maranhão, ficava na posição 28 de 217. Em 2009, havia dois estabelecimentos de saúde ligados ao Sistema Único de Saúde (SUS).